# 乔治·阿尔格伦
乔治·阿尔格伦（英語：George Ahlgren，1928年8月16日—1951年12月30日），美国男子赛艇运动员。他曾代表美国参加1948年夏季奥林匹克运动会赛艇比赛，获得男子八人单桨有舵手金牌。